# Modifierad stärkelse

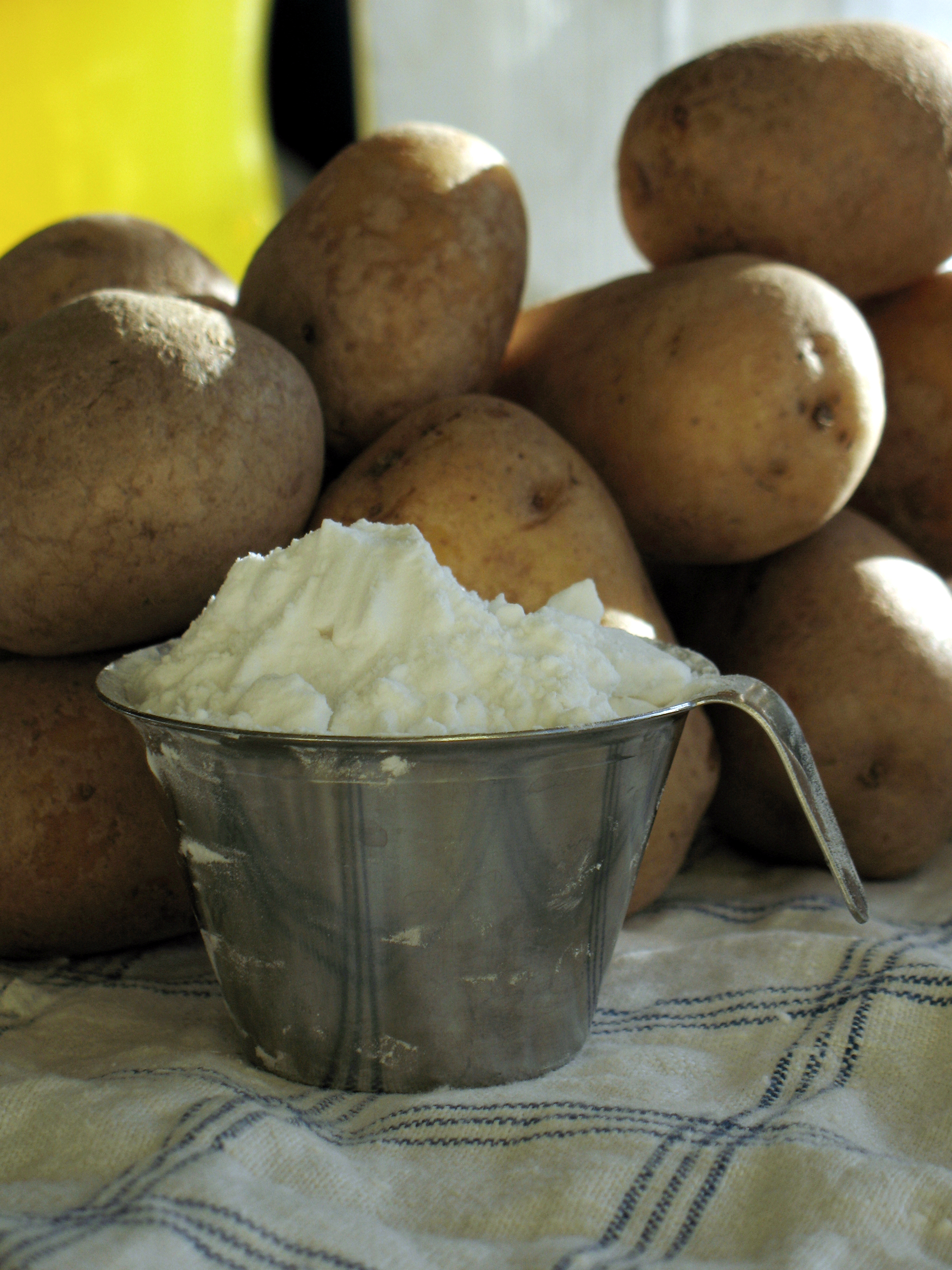
Stärkelse utvunnet från potatis.

Modifierad stärkelse, även kallat stärkelsederivat, är stärkelse som fysikaliskt och/eller kemiskt har förändrats för att få önskade egenskaper såsom särskild förklistringstemperatur, förtjockningsförmåga eller gelningstendens. Industriellt används modifierade stärkelse bland annat vid framställning av livsmedel, papper, lim, textil och läkemedel.
Stärkelse är en polysackarid som består av glukosenheter. Stärkelsen förekommer både som ogrenade kedjor, amylos, och som grenade kedjor, amylopektin. De långa kedjorna lagras som reservnäring för växter i små korn på 1 – 100 µm. Utseende och storlek på kornen skiljer sig mycket beroende på växtslag. Även sammansättningen skiljer sig beroende på botaniskt ursprung. Flertalet sorter innehåller en blandning av amylos och amylopektin med 15-30 % amylos. Stärkelse utvinns ur flera olika växtslag såsom potatis, majs, tapioka och vete.  
Stärkelse i sin naturliga form, dvs omodifierad stärkelse, har ofta inte de egenskaper som krävs i en tänkt tillämpning. Förutom att olika stärkelsesorter har sina särskilda egenskaper krävs i vissa fall att stärkelsen modifieras kemiskt, enzymatiskt eller fysikaliskt för att ge de egenskaper som krävs i en viss tillämpning.

## Olika typer av modifiering

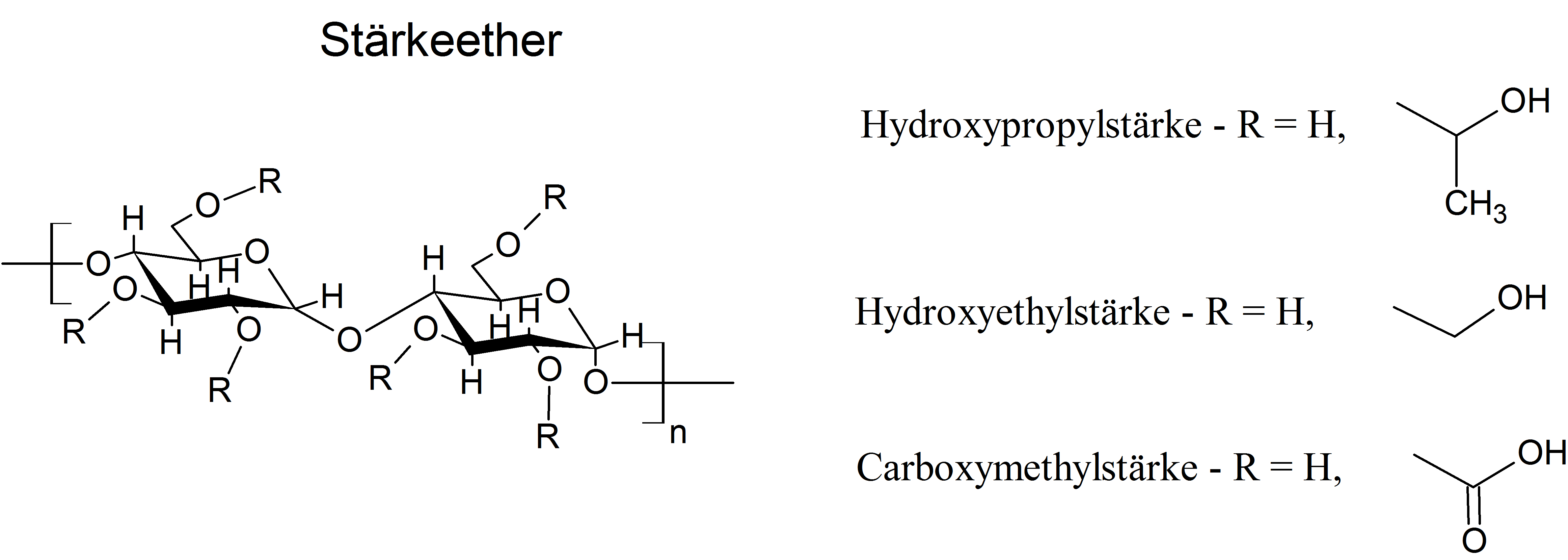
Stärkelseeter med alternativa sidokedjor.

En stor del av stärkelsemodifieringen görs genom kemisk förändring av stärkelsen exempel på detta är företring med propylenoxid eller förestring med ättiksyraanhydrid. Den kemiska modifieringen kan göras på stärkelse uppslammad i vattenlösningar eller i olika grader av torr stärkelse. Respektive typ av modifiering kan dessutom göras i olika utsträckning beroende på den tänkta användningen.
Vissa typer av modifiering är inte kemiska utan helt fysikaliska. Det vanligaste exemplet är valstorkning som görs för att skapa produkter som är lösliga i kallt vatten och inte behöver kokas. Även extrudering kan ge motsvarande effekt men är inte lika vanligt.
En annan typ av fysikalisk modifiering, så kallad Annealing, görs genom värmebehandling vid tillräcklig tillgång av vatten. Annealing ger en förhöjd gelningstemperatur för bland annat potatisstärkelse medan för till exempel vetestärkelse ses en sänkt gelningstemperatur. 

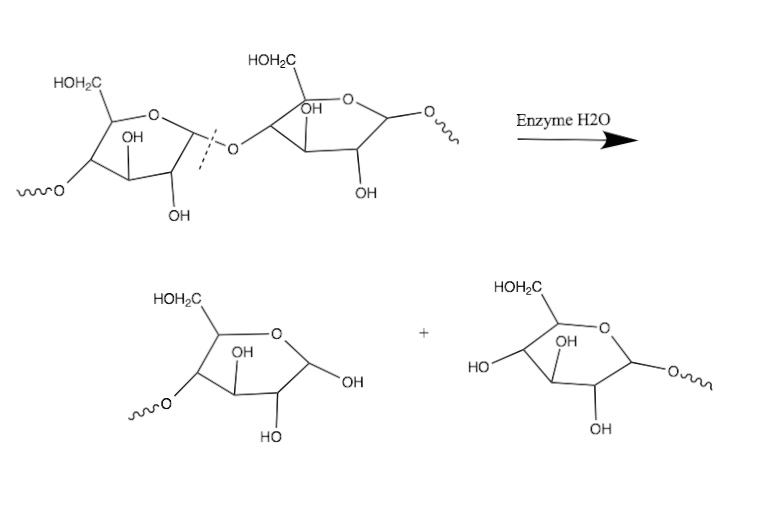
Enzymatisk nedbrytning av stärkelse.

| Modifieringstyp         | Metod                                           | Produktegenskaper                |
| ----------------------- | ----------------------------------------------- | -------------------------------- |
| Kallsvällande stärkelse | Valstorkning, Extrudering                       | Löslighet i kallt vatten         |
| Lågviskös stärkelse     | Sur hydrolys, Oxidation, Enzymatisk nedbrytning | Lägre viskositet                 |
| Krosslinkad stärkelse   | Krosslinkning                                   | Fördröjd svällning               |
| Stabiliserad stärkelse  | Förestring, Företring                           | Förbättrad viskositetsstabilitet |
| Stärkelsesocker         | Sur hydrolys och/eller enzymatisk nedbrytning   | Söta sockerarter                 |

## Användning

### Livsmedel
Stärkelse, som raffinerats, används i huvudsak inte för sitt näringsvärde utan mer för sina funktionella egenskaper som till exempel förtjocknings- och stabiliseringsmedel. Behovet och urvalet av stärkelseprodukter som används i livsmedel baseras både på de tillverkningsprocesser som används för livsmedel och på de egenskaper som önskas i den färdiga produkten. Det kan handla om frysstabilitet, utseende, smak och mycket annat. Stärkelsen i produkten måste också tåla de tillverkningsprocesser som förekommer. Egenskaper som viskositet och tålighet mot temperatur, pH och skjuvstabilitet är viktiga i det sammanhanget. För att motsvara behovet finns ett antal modifieringsalternativ som bland annat regleras av US Code of Federal Regulation och EU:s Direktiv för livsmedelstillsatser.
Modifierad stärkelse kan i flera fall användas som fettersättare. I exempelvis bordsmargarin, yoghurt och majonnäs används maltodextrin och andra hydrolyserade stärkelsederivat.

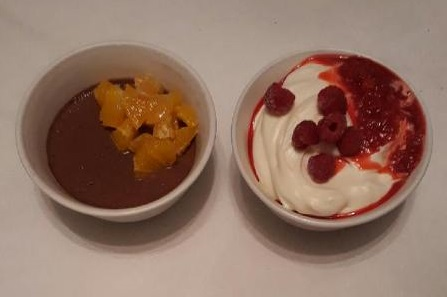
Kallsvällande stärkelse i desserter.

Många studier har gjorts på användning av modifierad stärkelse som texturförbättrare vid bakning. Det har använts för att skapa krispighet i kex och kakor och inblandning av tvärbunden stärkelse har visats ge förbättrade degegenskaper.
I många färdiga blandningar för puddingar och desserter krävs en kallsvällande tvärbunden stärkelse för att ge den rätta korta, jämna texturen. Ofta används valstorkad tapioka eller potatisstärkelse som har en neutral egen smak.
I såser och dressing används stärkelse för stabilisering av oljeemulsioner. Eftersom produkterna ofta har låga pH måste stärkelsen vara resistent mot detta och de stora skjuvkrafter som uppstår vid homogeniseringen. Ofta används vetestärkelse eller annan tvärbunden stärkelse.

### Papper
Efter livsmedelssektorn står pappersindustrin för den största användningen av stärkelse.
Stärkelsen används i tre olika sammanhang vid framställning av papper:
- Tillsats i massan före arkformning, mäldlimning
- Ytlimning av papper
- Bestrykning av papper

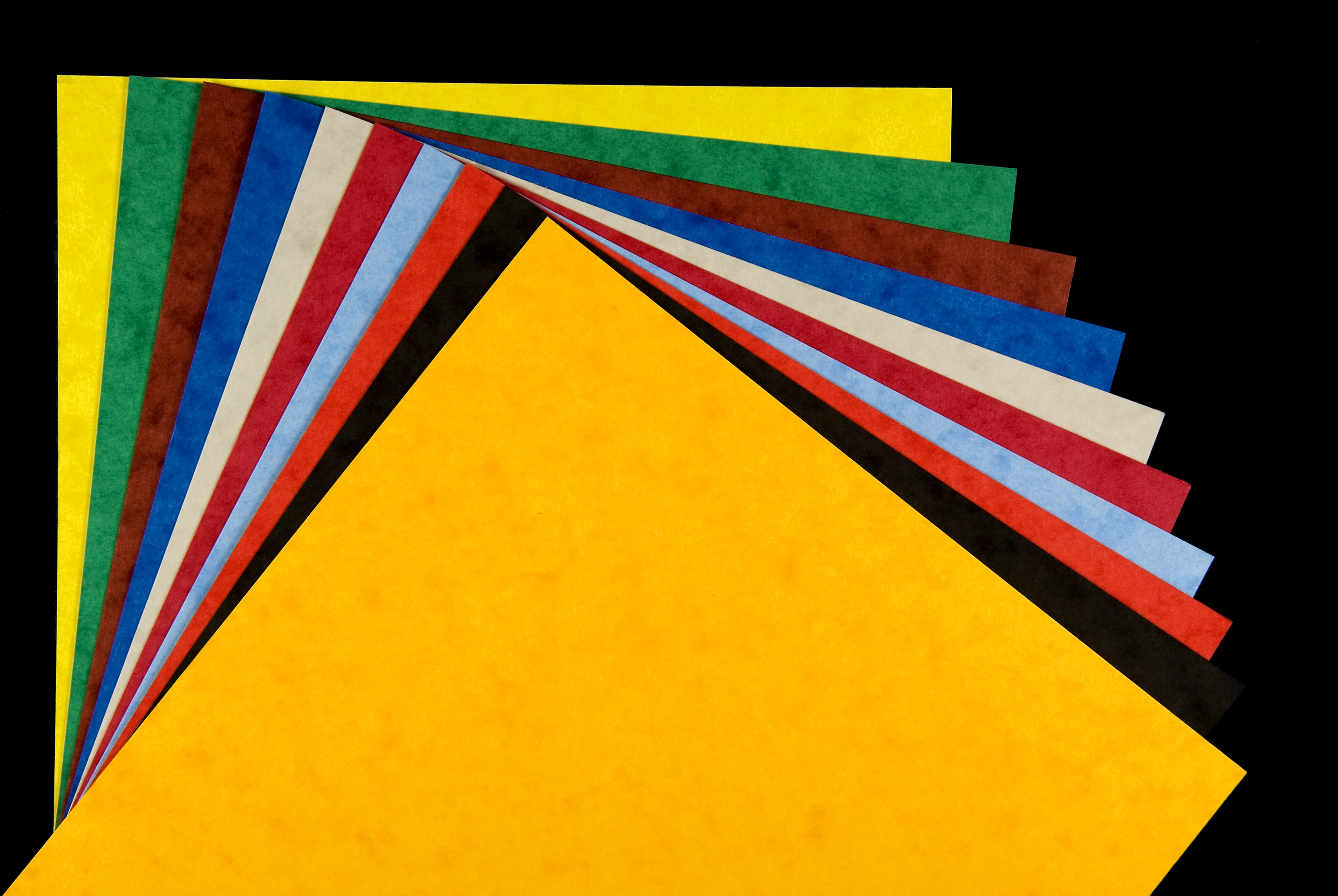
Modifierad stärkelse används som bindemedel för pigmentpartiklar vid papperstillverkning.

Vid mäldlimning tillsätts stärkelse i den våta änden till pappersmassan i huvudsak för att öka papprets torrstyrka men även för att öka retentionen av fyllmedel och pigment. Monostärkelsefosfat har använts med god retention tillsammans med alun men användning av katjonisk stärkelse ger högre pappersstyrka och bättre retention.
Största delen stärkelse i pappersindustrin används för ytlimning. Ytlimningen görs för att förankra fibrer och partiklar i ytan och förbättrar egenskaperna och styrkan för skriv och tryckpapper.
Vid bestrykning av papper används modifierade stärkelsetyper som bindemedel för de pigmentpartiklar som läggs på pappret för att ge rätt yta. För detta används oxiderad stärkelse och stärkelseetrar samt stärkelse som behandlats enzymatiskt eller termokemiskt vid pappersbruket.

### Lim
Porösa och hydrofila material som papper kan limmas med stärkelsebaserade lim. Olika typer av stärkelse ger sina speciella egenskaper i limmet. 
Dextrinlim används för gummerat papper som klistrar när det fuktas. Även andra lågviskösa stärkelsebaserade lim används för gummerat papper. Där har stärkelsen brutits ner kontrollerat och ofta stabiliseras genom företring eller förestring.
Stora mängder nativ majsstärkelse används tillsammans med borax och natriumhydroxid för limning vid tillverkning av wellpapp. Tillverkning av papperssäckar och påsar är ett annat stort användningsområde för stärkelselim. I detta sammanhang används flera olika typer av modifieringar som kallsvällande stärkelse, dextriner, syramodifierade stärkelser, stärkelseetrar, boraxbehandlad dextrin och oxiderad stärkelse.
Till torra tapetlim har kallsvällande stärkelseetrar använts i stor skala. I andra sammanhang som limning av papper till hylsor och askar används istället ofta boraterade dextriner. Flasketiketter limmas med alkaliskt förklistrad stärkelse och böcker limmas ofta med vita dextriner.

### Textil
I textilindustrin används olika stärkelsederivat för att binda lösa fibrer till trådytan i varpgarn. Det stärker varpen mot slitage under vävningen. Klistringen görs genom att garnet doppas i en varm klisterlösning och sedan valsas för att avlägsna överflödigt klister. Efter vävningen avlägsnas klistret. Eftersom omodifierad stärkelse har för hög viskositet används ofta oxiderad eller syranerbruten stärkelse som är stabiliserad genom företring eller förestring.
Appretering är en behandling som innebär att den färdiga väven får passera genom en utspädd stärkelselösning varefter överskottet pressas ut och väven torkas. Detta ger ett jämnare och styvare tyg med ökad vikt. Appreteringen är inte permanent utan försvinner vid tvätt och används huvudsakligen till billigare väv.
Stärkelsederivat används också som tillsats till färglösning vid textiltryck. Det ger en bättre dispergering av färgämnet och ett tryck med skarpare kanter. Dextriner och tvärbundna stärkelseetrar används kombinerat med andra förtjockningsmedel.

### Övrigt
Modifierad stärkelse används också i många andra sammanhang. I läkemedelsindustrin används det som fyllmedel och bindemedel. I bryggerinäringen filtreras jästa drycker med hjälp av potatis eller tapiokastärkelse. Även vid vattenrening och vid oljeborrning används modifierad stärkelse. Kallsvällande potatisstärkelse används som flockningsmedel vid vattenrening och vid oljeborrning används stärkelsen för att ge rätt viskositet och vattenhållande förmåga i borrslammet.